# Sinningia hatschbachii
Sinningia hatschbachii är en tvåhjärtbladig växtart som beskrevs av Chautems. Sinningia hatschbachii ingår i släktet Sinningia och familjen Gesneriaceae. Inga underarter finns listade i Catalogue of Life.